# Marko Krivokapić
Marko Krivokapic (Senta, Serbia, 13 de mayo de 1976) es un exbalonmanista serbio. Jugó en la posición de lateral izquierdo y su último equipo fue el Club Balonmano Valladolid de la Liga ASOBAL. Mide 1,94 metros y pesa 97 kilos. Se retiró en 2013.
Actualmente se encuentra como asistente en el SC Pick Szeged húngaro.

## Trayectoria
- Senta (1990-1992)
- Jugovic (1992-1998)
- Sintelon (1998-2000)
- Madeira (2000-2004)
- BM Granollers (2004-2007)
- BM Aragón (2007-2008)
- BM Valladolid (2008-2013)

## Palmarés
- 1 Recopa de Europa (2008/09)
- 1 Copa.